# Augusto Pérez
Pour les articles homonymes, voir Pérez.
Augusto Pérez est le nom du protagoniste du roman Niebla, écrit par l'écrivain, philosophe et romancier espagnol Miguel de Unamuno.

## Analyse du personnage
- Il fut un jeune homme de bonne famille, bien éduqué, d'une bonne situation économique, vivant dans un monde fantastique, en se questionnant de ce qui se passe dans son entourage, et très tourmenté du manque d'amour, et des mêmes questionnements qu'il se faisait à lui-même.

- C'est un homme d'âge moyen, solitaire, peu ponctuel, fumeur de havanes, qui passe sa journée en train de méditer et de formuler des théories philosophiques pour lui-même. Il apparaît comme un personnage aboulique sans bornes vitales définies...et qui se laisse vivre.